# Yan Siyu
Yan Siyu (en chino: 严思宇; 23 de octubre de 2001) es un deportista chino que compite en saltos de trampolín.
Ganó una medalla de bronce en el Campeonato Mundial de Natación de 2025, en la prueba de trampolín 1 m. En los Juegos Asiáticos de 2022 consiguió una medalla de oro en la prueba de trampolín 3 m sincro.

## Palmarés internacional
| Campeonato Mundial | Campeonato Mundial  | Campeonato Mundial | Campeonato Mundial   |
| Año                | Lugar               | Medalla            | Prueba               |
| ------------------ | ------------------- | ------------------ | -------------------- |
| 2025               | Singapur (Singapur) | Medalla de bronce  | Trampolín 1 m        |
| Juegos Asiáticos   |                     |                    |                      |
| Año                | Lugar               | Medalla            | Prueba               |
| 2022               | Hangzhou (China)    | Medalla de oro     | Trampolín 3 m sincro |